# Feel so right
《Feel so right》是日本女子演唱團體MAX的第22張單曲。2001年12月5日由avex trax發行。

## 概要
- 《Feel so right》是MAX於2001年度發行的單曲第4彈，也是自上一張單曲《moonlight（日语：moonlight (MAXの曲)）》以來，第二張由國外的音樂家製作的單曲。
- 《Feel so right》是歌手川村由美（日语：川村ゆみ）有參加所有收錄歌曲合音的單曲。
- 曾在2001年第52回NHK紅白歌合戰（日语：第52回NHK紅白歌合戦）節目中獻唱。

## 收錄歌曲
1. Feel so right
作詞：海老根祐子，作曲：Charlie King、Ari Lehtonen、George Cole，編曲：Cobra Endo
2. 真夏
作詞：shungo.（日语：shungo.），作曲：Lee Bnnett、Chris Ballard、Andrew Murray，編曲：河邊健宏
3. Feel so right（Instrumental）
4. 真夏（Instrumental）

## 商業搭配
- Feel so right：東京電視台電視動畫《足球小將翼 (平成版)》第1季（第1話－第13話）片尾主題曲